# One Big Happy
One Big Happy je studiové splitové hudební album tří amerických pop punkových skupin Bowling for Soup, The Dollyrots a Patent Pending. Album bylo vydáno 24. září 2012 ve vydavatelství Brando Records a Que-so Records. Pro Bowling for Soup a The Dollyrots je to již druhé společné album za dva roky, minulé s názvem The Dollyrots vs. Bowling for Soup vyšlo v roce 2011.
Na albu se nachází deset písní, každý interpret nazpíval cover verzi jedné písně ostatních a přidal jednu novou svoji. Bowling for Soup nazpívali novou píseň „Let's Go to the Pub“ a přezpívali písně „My Heart Explodes“ od The Dollyrots a „Spin Me Around“ od Patent Pending. The Dollyrots přezpívali singl Bowling for Soup „The Bitch Song“, „Little Miss Impossible“ od Patent Pending a „Just Like All the Rest“ je jejich nová píseň. Patent Pending přezpívali „Shut Up and Smile“ od Bowling for Soup a „Hyperactive“ od The Dollyrots a přidali vlastní novou píseň „Psycho In Love“. Poslední píseň s názvem „Love Ya, Love Ya, Love Ya“ zpívají zpěvák Bowling for Soup Jaret Reddick a Kelly Ogden z The Dollyrots. 
Kapely album vydaly ku příležitosti stejnojmenného turné po Velké Británii, kam všechny tři zavítaly mezi 14. až 28. říjnem 2012. Turné začalo v Newcastle upon Tyne a skončilo v Cambridge.
| „               | Chtěli jsme něco hodně anthemického, co by fanoušci v Británii vřele přijali, ale aby tomu rozuměl i zbytek světa. Za tohle album jsem rád a těším se, až to budeme hrát v říjnu na turné po Británii. | “ |
| — Jaret Reddick | |   |

## Seznam skladeb
| Seznam skladeb alba One Big Happy | Seznam skladeb alba One Big Happy | Seznam skladeb alba One Big Happy | Seznam skladeb alba One Big Happy | Seznam skladeb alba One Big Happy |
| Pořadí                            | Název                             | Autor                             | Interpret                         | Délka                             |
| --------------------------------- | --------------------------------- | --------------------------------- | --------------------------------- | --------------------------------- |
| 1.                                | Let's Go to the Pub               | Bowling for Soup                  | Bowling for Soup                  | 2:33                              |
| 2.                                | The Bitch Song                    | Bowling for Soup                  | The Dollyrots                     | 3:23                              |
| 3.                                | Shut Up and Smile                 | Bowling for Soup                  | Patent Pending                    | 4:09                              |
| 4.                                | Just Like All the Rest            | The Dollyrots                     | The Dollyrots                     | 2:42                              |
| 5.                                | My Heart Explodes                 | The Dollyrots                     | Bowling for Soup                  | 2:59                              |
| 6.                                | Hyperactive                       | The Dollyrots                     | patent Pending                    | 2:09                              |
| 7.                                | Psycho In Love                    | Patent Pending                    | Patent Pending                    | 2:53                              |
| 8.                                | Spin Me Around                    | Patent Pending                    | Bowling for Soup                  | 3:43                              |
| 9.                                | Little Miss Impossible            | Patent Pending                    | The Dollyrots                     | 3:08                              |
| 10.                               | Love Ya, Love Ya, Love Ya         | Bowling for Soup, The Dollyrots   | Jaret Reddick a Kelly Ogden       | 4:03                              |
| Celková délka:                    | Celková délka:                    | Celková délka:                    | Celková délka:                    | 31:42                             |